# Daniel L. Menichella
Daniel L. Menichella ist ein US-amerikanischer Manager.
Menichella erreichte 1981 einen Bachelor-Abschluss im Bereich Wirtschaft an der Harvard University. An der University of North Carolina at Chapel Hill schloss er 1990 ein weiteres Studium als Master of Business Administration ab.
Menichella ersetzte 2018 den Gründer Ingmar Hoerr als Vorstandsvorsitzender von CureVac. Am 11. März 2020 wurde er wieder durch Hoerr abgelöst. Daraufhin berichteten zahlreiche Medien über Inhalte eines Treffens zwischen Menichella und Donald Trump wegen der Entwicklung eines Impfstoffs gegen SARS-CoV-2.